# Dawny kościół ewangelicki w Kościanie
Dawny kościół ewangelicki w Kościanie znajdował się przy ulicy Wały Żegockiego.

## Historia
Świątynia została wzniesiona w miejsce starego kościoła parafialnego pod wezwaniem Pana Jezusa pochodzącego z 1666. W 1832 świątynia za sprawą króla pruskiego została przekazana ewangelikom, którzy rozebrali ją w roku 1842 i w 1846 z uzyskanej cegły, przy pomocy finansowej prezydenta Prowincji Poznańskiej Eduarda von Flottwella, postawili w jej miejsce własny kościół. Poświęcenie nowej świątyni miało miejsce 15 października 1846 przez biskupa D. Feymarka.
Kościół i jego parafia skupiała wokół siebie 1400 wiernych zamieszkałych w 32 miejscowościach.
W okresie II Rzeczypospolitej kościół był we władaniu parafii należącej do superintendentury Leszno Ewangelickiego Kościoła Unijnego.
Po II wojnie światowej ewangelicy opuścili Kościan a ich budynek popadł w ruinę. W latach 70. został przebudowany i zaadaptowany na siedzibę Miejskiej Biblioteki Publicznej.